# アオウミガメ
アオウミガメ（青海亀、Chelonia mydas）は、爬虫綱カメ目ウミガメ科アオウミガメ属に分類されるウミガメ。本種のみでアオウミガメ属を構成する。

## 分布
インド洋、大西洋、太平洋
模式標本の産地（基準産地・タイプ産地・模式産地）はアセンション島。大規模な産卵地としてインドネシア、オーストラリア、オマーン、ギニアビサウ、コスタリカ、コモロ、サウジアラビア、スリナム、セーシェル、ブラジル、マレーシア、ミャンマー、アセンション島、ガラパゴス諸島、アメリカ合衆国フロリダ州が確認されている。日本では主に小笠原諸島で産卵し、南西諸島でも産卵する。高知県四万十市の平野海岸では四国初の産卵が確認されている。1999年に九州本土の鹿児島県頴娃町（現：南九州市）で産卵が確認された。2008年には愛知県豊橋市の表浜海岸（片浜十三里）で産卵が確認されている。また、2019年6月26日には宮崎県宮崎市佐土原町の大炊田海岸でも産卵が確認されている。
採食を行う地域と産卵地の間を回遊（例としてアセンション島で産卵する個体群は南アメリカ近海で採食を行う、小笠原諸島で産卵する個体群は南日本や南西諸島で採食を行う、など）することもある。

## 形態
大西洋個体群で甲長99 - 111.8センチメートルとウミガメ科最大種（上陸したメスの計測値。オスは上陸しないため捕獲や計測が難しいとされる）。海域別の内訳は、地中海で甲長65.4 - 79.4センチメートル、北太平洋で83.2 - 85.6センチメートル、インド洋で甲長87.6 - 93.6センチメートル、南太平洋で88.7センチメートル、大西洋で甲長87.7 - 105.3センチメートル。背甲は上から見ると幅広い卵型。椎甲板は5枚。肋甲板は左右に4枚ずつ。背甲や頭部・四肢の色彩は濃緑色や黒。下縁甲板は左右に4枚ずつ。腹甲は白や黄色。
頭部は小型で、丸みを帯びる。吻端はあまり突出しない。前額板は左右に1枚ずつ。眼後板は4枚。咬合面は鋸歯状で、植物を噛み切るのに適している。下顎を覆う鱗（下顎鱗板）は左右に1枚ずつ。前肢の爪が1本。頭部や四肢を覆う鱗は黄色く縁どられる。
卵は直径4.3 - 5.3センチメートルの球形。孵化直後の幼体は甲長5センチメートル。孵化直後の幼体はまれに前肢の爪が2本ある個体もいる。甲板50センチメートル以下の個体では肋甲板や椎甲板に放射状の褐色斑が入る個体が多い。
和名「アオウミガメ」や英名"Green Sea Turtle"は体脂肪が青 (緑) 色であることに由来する。これは主食である海藻類の色素が脂肪に反映されることによる。

## 分類
太平洋の個体群（特に東太平洋）には他の個体とは異なる形態の個体が見られることがあり、これを独立種クロウミガメC. agassiziiとする説もある。大型の標本が少なく輸送が難しい、標本も液浸標本ではなく剥製にされることが多く形が歪んでしまう、絶滅のおそれのある野生動植物の種の国際取引に関する条約（ワシントン条約）附属書Iに掲載されているため体組織も含めて加盟国間で輸送が厳しく制限されている、などの理由からウミガメ類の分類は比較検討が難しいという問題もある。一方で1995年に発表された頭骨の測定値の形態比較では、クロウミガメとされるガラパゴス諸島の個体で差異があったものの、独立種として分割するほどの差異はなく、亜種とされている。クロウミガメとされる、メキシコ西部の太平洋岸で採取された試料の核DNAおよびミトコンドリアDNAの分子系統解析では、種内変異にすぎないという解析結果が得られている。国際自然保護連合（IUCN）種の保存委員会（SSC）のIUCN/SSC Tortoise and Freshwater Turtle Specialist Group(2017)では、クロウミガメを本種のシノニムとして扱っている。
以下ではクロウミガメを本種の亜種として扱う。
Chelonia mydas mydas (Linnaeus, 1758) アオウミガメ
Chelonia mydas agassizii Bocourt, 1868 クロウミガメ
太平洋（主に東太平洋）。模式産地はグアテマラ。
背甲は上から見ると後縁が括れたハート型。甲高が高い。背甲の色彩は黒く、腹甲の色彩は灰色。
頭部がより丸みを帯び、顎の鋸状の突起がより顕著。四肢の鱗が小型で薄い。頭部や四肢を覆う鱗は黄色く縁どられない。

## 生態

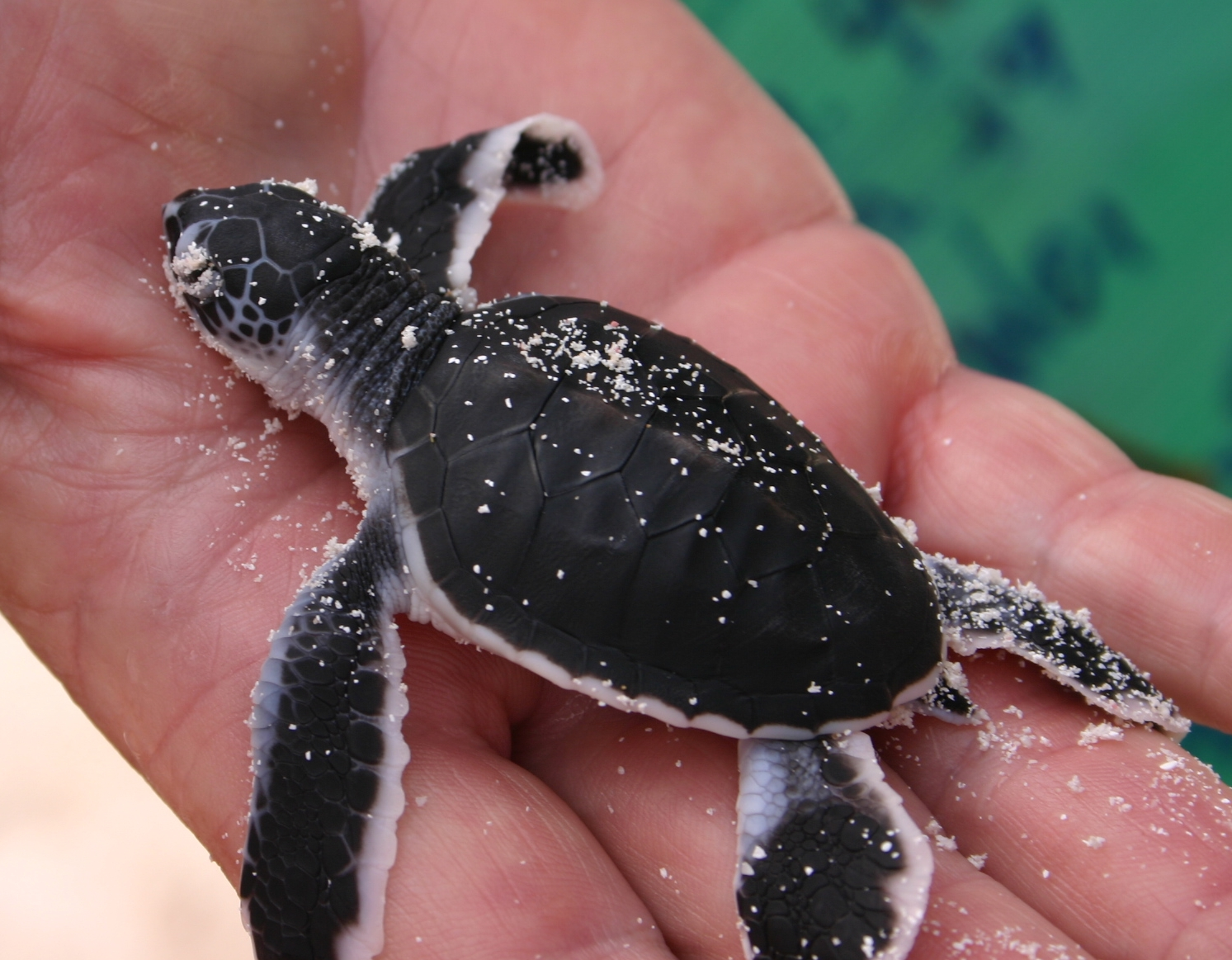
孵化後間もない幼体

熱帯から亜熱帯にかけての海洋に生息し、主に水深の浅い沿岸域に生息する。これは主な食物である海草や海藻が生育可能であることによる。幼体は外洋の表層に浮遊する藻類などに隠れて生活し、甲長30センチメートルまで成長すると沿岸域へ侵入し、そこで生活するようになると考えられている。水温が一時的に20℃まで低下する程度であればある程度の低温にも耐性があると考えられ、日本では冬季でも伊豆半島沖で採食を行っている。一方でアメリカ合衆国フロリダ半島では1977 - 1986年に海水温が8℃まで低下した年が5回あり、342頭の衰弱個体や死亡個体が出た例もある。陸上では左右の前肢・左右の後肢を揃えて移動するが、斜面や危険を感じた時は前肢と後肢を交互（右前肢と左後肢、左前肢と右後肢）に動かして移動することもある。
食性はほぼ植物食で、アマモ、ウミヒルモ、リュウキュウスガモなどの海草を食べるが、キクヒオドシ、ツノマタなどの藻類も食べる。クラゲ、サルパ、海綿動物、魚卵などの動物質を食べることもある。日本では九州以北では藻類、南西諸島では海草と海藻を食べる。一方で飼育下では魚類やイカなどの動物質や配合飼料を食べることも多く、主に植物質を食べるのは遊泳している獲物を捕食するのが難しいためと考えられている。
繁殖様式は卵生。産卵地の近くにある海洋で交尾を行う。熱帯域では周年産卵するが、緯度が上がると産卵は主に初夏の3か月に限定される。マレーシアでは周年繁殖（主に8 - 10月）、ハワイ諸島では4月中旬から6月上旬、小笠原諸島では4月下旬から8月中旬（主に6月中旬から7月中旬）、屋久島では5月中旬から8月下旬に産卵する。夜間に主に砂浜にあるアダンやモンパノキなどの低木の下に穴を掘り、日本では5 - 8月に1回に80 - 150個の卵を数回（小笠原では平均4回）に分けて産む。産卵巣はまず前肢で姿勢安定用に全身が隠れるほどの深い窪み（ボディーピット、ピット）を掘る。その中に後肢を使って深い穴を掘る。卵は45 - 70日で孵化する。生後20 - 25年で性成熟すると考えられているが、飼育下では栄養価の高い配合飼料を用いたためか生後8年で産卵を行った個体もいる。

## 人間との関係
卵も含めて食用とされることもある。腹甲はスープの原料とされた。大航海時代には保存食とされ、ヨーロッパにも大量の個体が持ち込まれた。
漁業による混獲、卵も含めた乱獲により生息数は減少している。法的に捕獲や卵の採取が禁止されているところもあるが、厳守されていないことも多い。一方で島などで生活する民族にとっては、重要な食料資源となっているという問題もある。インドネシアのバリ島では宗教儀式に用いるため、アラフラ海やジャワ海から卵を大量に入手している。マレーシアのサラワク州ではイスラム教徒により1930年代に2,000,000個以上の卵が採取されたが、1960年代には10分の1まで減少している。大西洋のケイマン諸島ではジャマイカに入植していたイギリス人により組織的な乱獲が行われ、年あたり13,000頭の捕獲が17世紀末期から18世紀にかけて行われたことで産卵地がほぼ壊滅している。大西洋のバミューダ諸島、インド洋のモーリシャスやレユニオン、東シナ海に面する香港の繁殖地は消滅し、アセンション島や小笠原諸島での産卵数も激減した。
一方で流通が規制されたことで、産卵数が増加したと推定される産卵地も存在する。アセンション島では2006年に、1970年代以降の産卵数が285 %の割合で増加しているという報告例がある。コスタリカのトルチュゲロでは1970年の産卵数が約16,000回だったが、1996年には約57,000回に増加した。フロリダ半島では1990年代から産卵数が増加し、新しい産卵地も増えるなど増加傾向にある。アメリカ合衆国ではトロール網にウミガメの侵入を防ぐ装置を設置することが義務付けられている。1975年のワシントン条約発効時にはワシントン条約附属書II、1977年にオーストラリアの個体群を除いてワシントン条約附属書I（オーストラリアの個体群はワシントン条約附属書II）、1981年にウミガメ科単位で全個体群がワシントン条約附属書Iに掲載されている。
日本
伊豆諸島では「あおがめ」「あかがめ」「あさひべっこう」「うみがめ」「かめ」、南西諸島では「あおがめ」「あかがめ」「あさひがめ」「ろがめ」「みじがーみー」「みじゃー」「みずがーみー」「みずがめ」などの方言名がある。南西諸島の方言で「カーミー」はカメ（ウミガメ）、「ミジガーミー」「ミジャー」は水亀の意で、炊くと水が出ることに由来する。「正覚坊」という別名もある。
食用とされることもある。小笠原諸島では水が出るためそのまま煮る、八丈島や南西諸島では汁物（水が出るためそのまま煮る、もしくは味噌で炊く）、南西諸島では血も含めた炒め物（チイリチャー）や刺身といった調理法があった。小笠原諸島では2012年時点でも缶詰が販売されたり、食堂などで提供されたりすることもある。薬用になるとも信じられ八丈島や南西諸島では血が血圧用の薬、南西諸島では血が肺病薬、脂が傷薬とされることもあった。南西諸島では剥製が利用されることもあり、新築などの祝い物として贈呈する習慣もあった。
小笠原諸島や慶良間諸島、八重山諸島での上陸回数や産卵巣の数、四国から八重山諸島にかけてのダイバーによる目撃例は共に増加傾向にあり、個体群は回復傾向にあると考えられている。一方で採食域である本州、四国、九州の浅海域での磯焼けによる食物の減少、秋季から冬季に行われるイセエビ漁での刺し網による混獲、産卵地である南西諸島では開発や海洋構造物建築による砂の流出による影響が懸念されている。
小笠原諸島では1876年に日本領になってから年あたり3,000頭以上を捕獲したと推定され、1880年には1,852頭が捕獲、1910年には捕獲数が数百頭になるまで激減した。1973年に小笠原諸島が日本に返還されてからは東京都知事の許可のもとに漁が行われ、漁獲量は年あたり100 - 200頭前後だが1990年に60頭、1992年に55頭と急落した時期もある。南西諸島では昭和40 - 50年代に剥製が流行し、それに伴い食用の流通も急増した。1910年から明治政府によって小笠原諸島で保護・増殖が進められた。第二次世界大戦後に小笠原諸島が日本に返還されてからは東京都や小笠原村によって調査が再開され、小笠原海洋センターによる調査が継続し漂着した死骸の調査など市民活動による調査も続けられている。
絶滅危惧II類 (VU)（環境省レッドリスト）
ワシントン条約附属書Ⅰに記載されているため、国際取引は全面禁止され、ほぼどの国でも法令でその捕獲禁止がうたわれているが、現在もなおかなりの数が世界中で捕獲され続けている。特にニカラグアなどの発展途上国の海浜に面した貧しい村落では、入手可能な獣肉はウミガメだけというところが多く、こうした国々の政府も捕獲禁止を表向きは是としながらも、裏では国内の経済事情などを考えると無視せざるをえない状況が続いている。
しかし現在のように建前だけでも捕獲禁止が認識されるようになるまで、ウミガメは特に大洋上の離島において唯一利用可能な獣肉であり、工芸材料であった歴史がある。バヌアツやツバル、クック諸島といった太平洋に散在する島嶼から成り立つ国家がその典型で、現在もその習慣から抜けきれないでいる。ハワイ諸島でも食用に捕獲され、革は干されてハンドバッグに加工された。
多数のウミガメが産卵に訪れるインドネシアはイスラム教徒が多数派で、イスラム法（シャリーア）においてカメ肉は不浄とされているが、ヒンドゥー教徒の多いバリ島では、カメ肉が宗教儀式を盛り上げるために供される食材として消費されている。バリ島民にはウミガメの卵を食べる習慣がなく、カメ卵は儀式の余りものという名目で国内のイスラム教徒に売却され、結果としてウミガメの卵が珍味としてインドネシア国内で広く食べられるようになった。
バリ島はインドネシアの中心であるジャワ島から遠く離れた小さな島で、同地ではウミガメ資源の枯渇を防ぐため、1950年代から儀式に使うウミガメを輸入している。こうしたこともあって、インドネシア国内における食用カメ卵はさほど重要視されていなかったが、結果としてこれがカメ卵流通にお墨付きを与えた形になっており、貧しい人々が海浜を勝手に掘り返してカメ卵を採集し、悪徳商人らがそうして違法に採集したカメ卵を市場に大量に流すようになった。僻地のちっぽけな島で、宗教儀式に際し捕殺されるカメなどごくわずかであり、資源の枯渇など招くことはないと考えられていたが、それにかこつけてウミガメ資源が蕩尽されているのが実態であり、近年ではこの宗教儀式がウミガメ資源の持続に世界一悪影響を与えていると説明されるまでに至っている。
こうした島嶼に限らず、中国大陸においてもカメは消費されており、ことに古来より「亀は万年」とその長寿を讃えた中国では、その霊力を体内へ取り込む意味もあってウミガメを含めたカメが珍味として賞味され、中でも本種はその肉が美味なこともあって珍重された。
現在捕獲禁止の思想が名実ともに行き渡っている先進国においても、ウミガメは船乗りが船上で唯一補給可能な保存食ではない獣肉であったため、大航海時代から盛んに捕獲され食用にされた。ウミガメに満ち溢れていたカリブ海では、早くも19世紀初頭に個体群の絶滅が始まっている。また特にウミガメの食習慣がある太平洋の離島の多くを自国の植民地下においたイギリスやフランスにもその習慣が輸入され、『不思議の国のアリス』にも描かれたようにウミガメのスープが超高級料理としてもてはやされた。
ウミガメ科全般に共通する問題として、捕獲禁止がそれなりに守られている国々であっても、漁網への混獲などによる意図しない捕殺数が多く、政府や保護団体から出される解決策が、いずれも漁業者に対して手間や負担を強いるものであるためなかなか賛同が得られず、遅々として進んでいないのが現状である。このほかビニールなどゴミの誤食などによっても生息数は減少している。この問題の背景については「漂流・漂着ごみ」も参照。
ワシントン条約が締結される以前から、西インド諸島のケイマンタートル・ファームなどの養殖業者が本種を養殖場に囲っていた。最盛期には出荷を待つアオウミガメを常時約100,000個体も抱えていたのだが、条約締結により市場が閉鎖され、かなりの数の業者が破産に追い込まれた。現在は個体数を大幅に減らして常時約11,000個体とし、目的も食用から観光へと切り換えたうえで運営されている。
日本でも小笠原諸島の父島および母島、沖縄などで食用目的のウミガメ漁が認められている。なお、両島とも産卵期の漁獲は禁止で、小笠原諸島では年に135頭、沖縄では年に205頭の捕獲制限を設け、捕獲する個体については小笠原諸島で体長75cm以上に限り、沖縄では腹甲長30cmから60cmに限定している。2018年には、翌年に予定されていた明仁から徳仁への皇位継承に伴い行われる大嘗祭で亀卜に使用するため、小笠原村の協力を得て2018年春に捕獲されたアオウミガメ8頭分の甲羅を確保したことが話題になった。近年人工孵化と稚ガメの放流が行われており、生息数は安定している。

## 海草の食害
日本の八重山諸島では保護と、アオウミガメの漁業による捕獲が減少した影響で個体数が増えたアオウミガメが希少種ウミショウブを含めた海草を食害しており、環境省は将来的な個体数調整の検討を2022年2月策定の生態系回復計画原案に盛り込んだ。